# Алберт фон Саксония-Алтенбург
Алберт/Албрехт Хайнрих Йозеф Карл Виктор Георг Фридрих фон Саксония-Алтенбург (на немски: Albert/Albrecht Heinrich Joseph Carl Viktor Georg Friedrich Prinz von Sachsen-Altenburg; * 14 април 1843, Мюнхен; † 22 май 1902) е принц на Саксония-Алтенбург, офицер, пруски генерал от кавалерията и руски генерал-майор. Участник в Руско-турската война (1877 – 1878).

## Произход
Син е на баварския генерал-лейтенант принц Едуард фон Саксония-Алтенбург и втората му съпруга принцеса Луиза Ройс цу Грайц (1822 – 1875), дъщеря на княз Хайнрих XIX Ройс-Грайц от „старата линия“ (1790 – 1836) и принцеса Гаспарина Рохан-Рошфор (1798 – 1871). Внук е на херцог Фридрих фон Саксония-Алтенбург и принцеса Шарлота Георгина Луиза фон Мекленбург-Щрелиц, дъщеря на херцог Карл II от Мекленбург-Щрелиц и принцеса Фридерика Каролина Луиза фон Хесен-Дармщат. Баба му е сестра на пруската кралица Луиза и на хановерската кралица Фридерика фон Мекленбург-Щрелиц. Леля му Тереза е съпруга на баварския крал Лудвиг I.
Майка му Луиза се омъжва втори път на 27 декември 1854 г. в Грайц за принц Хайнрих IV Ройс-Кьостриц.
Сестра му Мария е омъжена през 1869 г. за княз Карл Гюнтер фон Шварцбург-Зондерсхаузен. Полусестра му Тереза фон Саксония-Алтенбург е омъжена през 1864 г. за принц Август Шведски, син на шведския крал Оскар I. Полусестра му Антоанета е омъжена през 1854 г. за херцог Фридрих I фон Анхалт.

## Военна кариера
Алберт фон Саксония-Алтенбург се посвещава на военното поприще. Влиза в частите Саксония-Алтенбург и е произведен в първо офицерско звание лейтенант (1860). Служи в Пруската армия от 1861 г. Участва в Германо-датската война (1864).
Постъпва на служба в Руската армия с военна звание поручик в лейбгвардейския Конен полк 1965 г. Участва в Кавказката война като ординарец на Великия княз Михаил Николаевич. Служи в 16-и Нижегородски драгунски полк (1868) и лейбгвардейския Хусарски полк (1869).
Алберт участва в състава на Пруската армия във Френско-пруската война (1870 – 1871), след което се връща в Русия и е назначен за командир на 16-и Нижегородски драгунски полк (1873) и лейбгвардейския Гродненски хусарски полк (1875). Флигел-адютант от 1876 г.
Участва в Руско-турската война (1877 – 1878) като командир на лейбгвардейския Гродненски хусарски полк. За отличие в битката при Телиш е награден с орден „Свети Владимир“ III ст. с мечове, златно оръжие „За храброст“ и повишение във военно звание генерал-майор.
След войната е командир на 3-та бригада от 2-ра Гвардейска кавалерийска дивизия (1883 – 1885). Близък приятел е на император Александър III. Придружава император Вилхелм II и канцлер Лео фон Каприви при пътуването им в Русия (1890).
Завръща се в Пруската армия (1885). Достига до военно звание генерал от кавалерията (1896). Купува имението Кухелмис през 1896 г.
Умира на 22 май 1902 г. на 59 години в Зеран/Кухелмис, Мекленбург-Предна Померания и е погребан по негово желание в гората.

## Фамилия
Първи брак: на 6 май 1885 г. в Берлин с принцеса Мария Елизабет Луиза Фридерика Пруска (* 14 септември 1855; † 20 юни 1888), вдовица на принц Хайнрих Нидерландски (1820 – 1879), правнучка на пруския крал Фридрих Вилхелм III (1770 – 1840), дъщеря на „червения принц“ Фридрих Карл Пруски (1828 – 1885) и принцеса Мария Анна фон Анхалт-Десау (1837 – 1906). Те имат две дъщери:
- Олга Елизабет Карола Виктория Мария Анна Агнес Антоанета (* 17 април 1886, дворец Албрехтсберг; † 13 януари 1955, Мюнстер), омъжена на 20 май 1913 г. в Райхен за граф Карл Фридрих фон Пюклер-Бургхаус (* 7 октомври 1886; † 13 май 1945), син на граф Фридрих Вилхелм Антон Ердман фон Пюклер-Бургхаус (1849 – 1920) и Елла фон Кьопен (1862 – 1899)
- Мария (* 6 юни 1888, Мюнхен; † 12 ноември 1947, Хамбург), омъжена на 20 април 1911 г. в Алтенбург (развод 4 март 1921) за принц Хайнрих XXXV Ройс-Кьостриц (* 1 август 1887; † 17 януари 1936), син на принц Хайнрих VII Ройс-Кьостриц (1825 – 1906) и принцеса Мария Александрина фон Саксония-Ваймар-Айзенах (1849 – 1922).

Втори брак: на 13 декември 1891 г. в Ремплин с херцогиня Хелена фон Мекленбург-Щрелиц (* 4/16 януари 1857, Санкт Петербург; † 28 август 1936, Ремплин, Мекленбург), дъщеря на херцог Георг Август фон Мекленбург-Щрелиц (1824 – 1876) и руската велика княгиня Екатерина Михайловна Романов (1827 – 1894). Бракът е бездетен.